# Kaarina Dromberg
Kaarina Dromberg (ur. 22 maja 1942 w Elimäki) – fińska działaczka polityczna i samorządowa, posłanka do Eduskunty, w latach 2002–2003 minister kultury.

## Życiorys
Kształciła się w szkole ekonomicznej Kouvolan kauppaoppilaitos. W latach 1965–1983 była zatrudniona w koncernie Ford. Zaangażowała się w działalność polityczną w ramach Partii Koalicji Narodowej. Na początku lat 90. kierowała jej organizacją kobiecą. Przewodniczyła także NYTKIS, zrzeszeniem fińskich organizacji kobiecych. W latach 1981–2004 zasiadała w radzie miejscowości Vantaa, której przewodniczyła w okresie 1995–2002.
W 1983 po raz pierwszy zasiadła w fińskim parlamencie. Mandat deputowanej do Eduskunty sprawowała nieprzerwanie do 2007. Od czerwca 2002 do kwietnia 2003 zajmowała stanowisko ministra kultury w drugim rządzie Paava Lipponena.